# Нови Перковци
Нови Перковци су насељено место у саставу града Ђакова у Осјечко-барањској жупанији, Република Хрватска.

## Историја
До територијалне реорганизације у Хрватској налазили су се у саставу старе општине Ђаково.

## Становништво
На попису становништва 2011. године, Нови Перковци су имали 246 становника.

## Попис1991.
На попису становништва 1991. године, насељено место Нови Перковци је имало 352 становника, следећег националног састава:
| Попис 1991.‍  | Попис 1991.‍  | Попис 1991.‍ | Попис 1991.‍ | Попис 1991.‍ |
| ------------ | ------------ | ----------- | ----------- | ----------- |
|              |              |             |             |             |
| Хрвати       | Хрвати       |             | 348         | 98,86%      |
| Муслимани    | Муслимани    |             | 1           | 0,28%       |
| неопредељени | неопредељени |             | 2           | 0,56%       |
| непознато    | непознато    |             | 1           | 0,28%       |
| укупно: 352  |              |             |             |             |